# Старый Милятин
Старый Милятин (укр. Старий Милятин) — село в Бусской городской общине Золочевского района Львовской области Украины.
Население по переписи 2001 года составляло 707 человек. Занимает площадь 2,945 км². Почтовый индекс — 80540. Телефонный код — 3264.

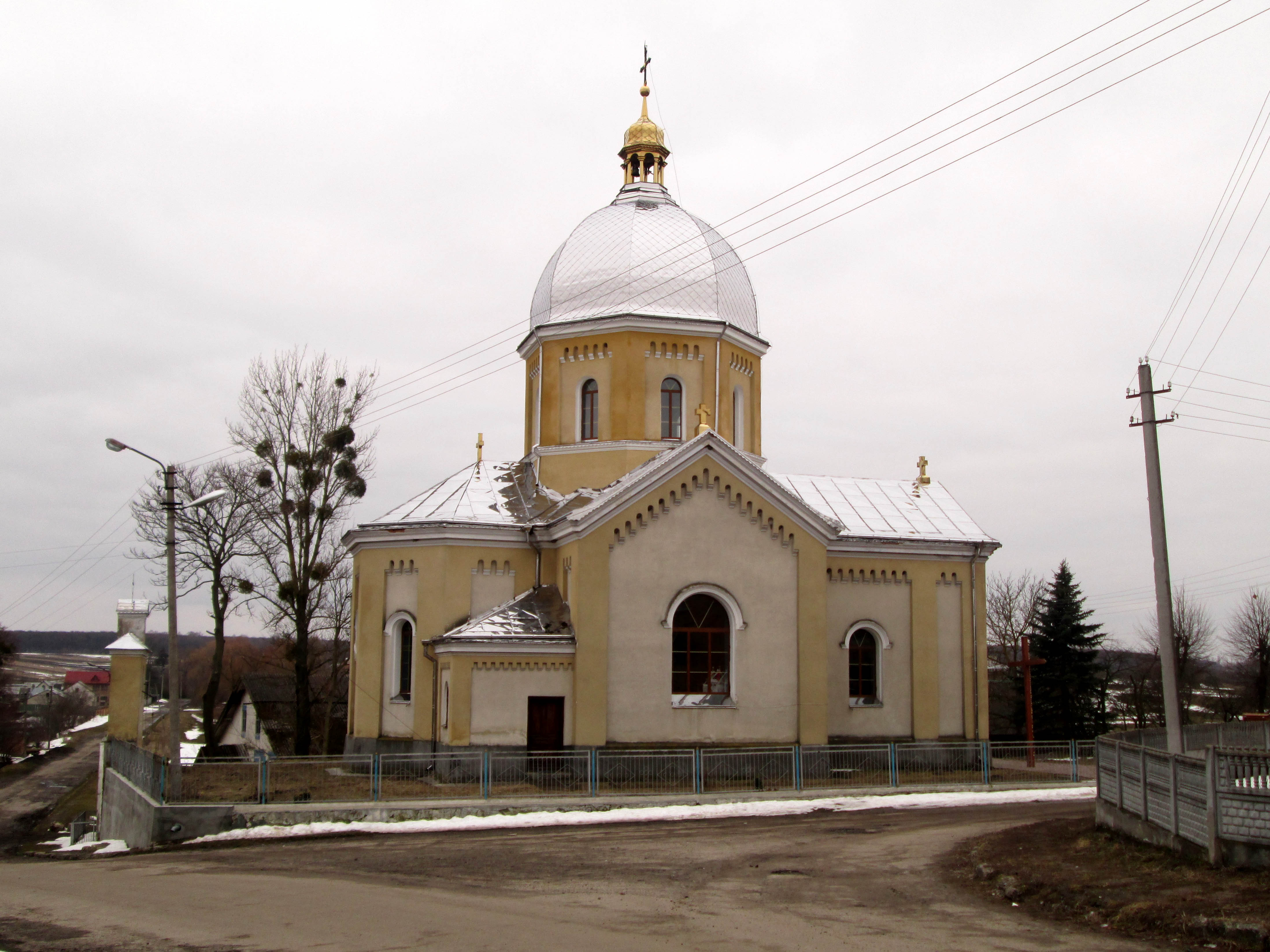
Успенская церковь